# بازار أحمد سنجر
بازار أحمد سنجر (بالفارسية: بازار احمد سنجر) هي قرية تقع في البلدة المركزية في إيران. يقدر عدد سكانها بـ 69 نسمة بحسب إحصاء 2016.